# Parker-kígyónyakúteknős
A Parker-kígyónyakúteknős (Chelodina parkeri) a hüllők (Reptilia) osztályának a teknősök (Testudines) rendjéhez, ezen belül a kígyónyakúteknős-félék (Chelidae) családjához tartozó faj.

## Előfordulása
Indonézia és Pápua Új-Guinea területén honos.